# Gelbe Lohblüte

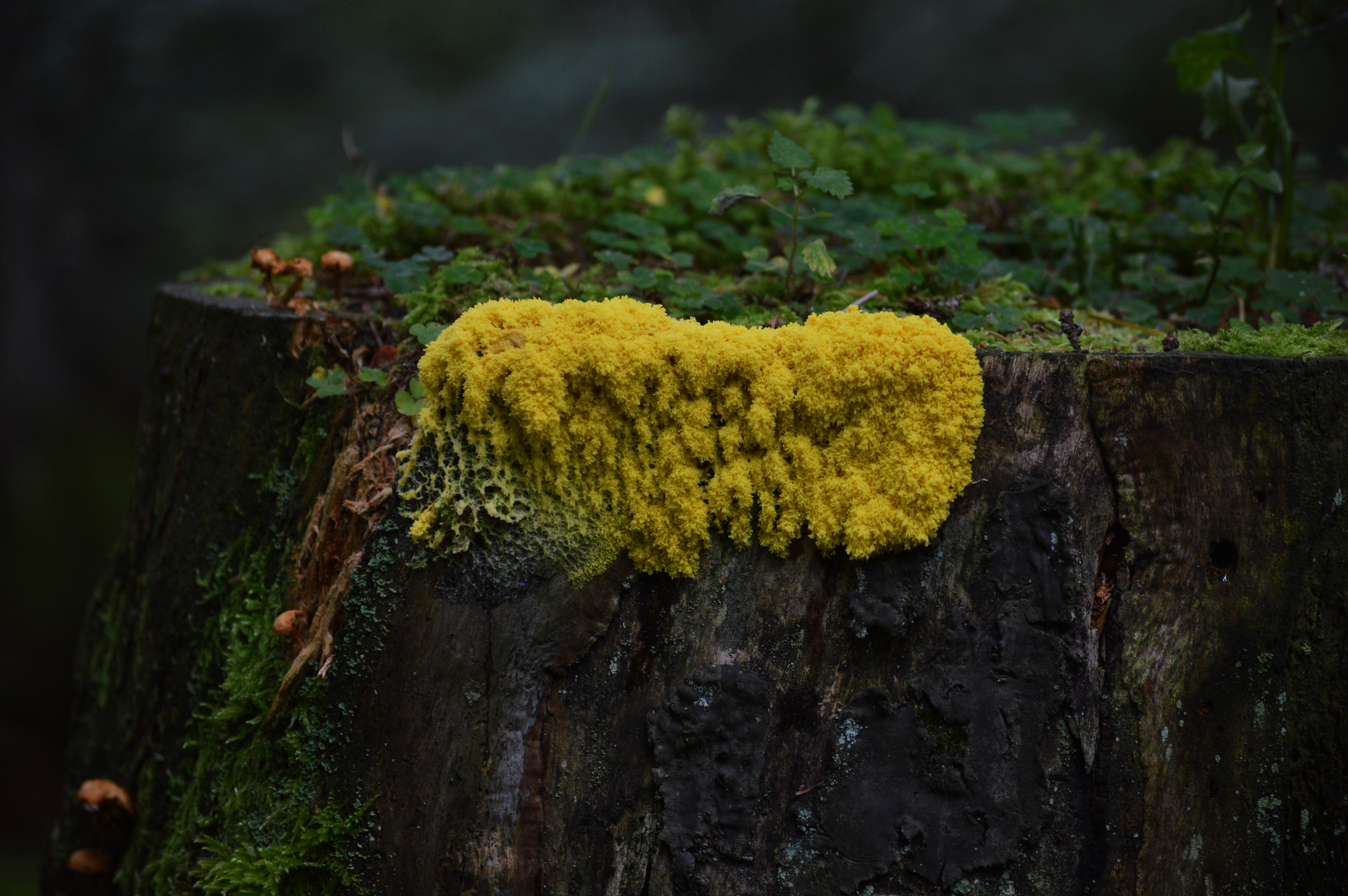
Gelbe Lohblüte (Fuligo septica) an einem Baumstumpf

Die Gelbe Lohblüte oder Hexenbutter (Fuligo septica) ist eine Schleimpilz-Art aus der Ordnung der Physarida. Sie ist häufig, weit verbreitet und meist von auffällig gelber Farbe.

## Merkmale

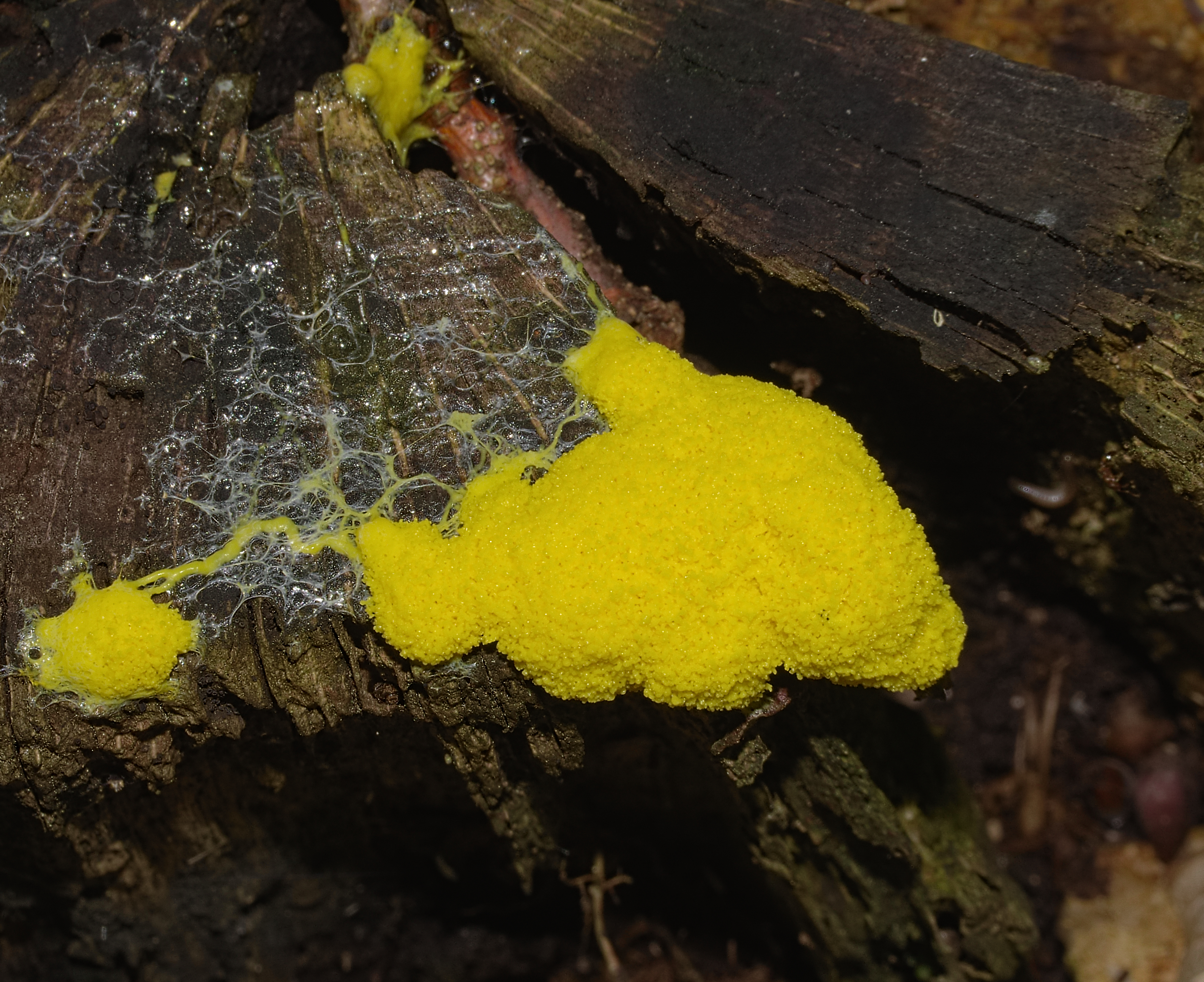
Gelbe Lohblüte an einem Baumstumpf

Das Plasmodium ist meist gelb, seltener weiß oder cremefarben. Die meist einzeln, selten in kleinen Gruppen auftretenden Fruchtkörper (Aethalien) haben einen Durchmesser von 2 bis 20 Zentimeter und eine Höhe von bis zu 3 Zentimeter. Sie sind weiß über hellgelb, blass rosa bis rot, dunkelrot, braun, violett oder grünlich. Der Hypothallus besteht aus einer oder mehr Schichten farbloser bis bräunlicher, perforierter Häutchen, die nicht über das Aethalium hinausragen. Die Außenhaut des Aethaliums (Cortex) ist relativ dick, kalkhaltig und zerbrechlich, selten fest oder ganz fehlend, das häutige Peridium ist farblos und trägt verstreut Kalkflecken.
Das gelegentlich nur schwach ausgebildete Capillitium ist physaroid, bildet also ein Netzwerk, in dem verdickte, unregelmäßig geformte, rötliche oder gelbe bis weiße Kalkknoten durch schlanke, durchscheinende und kalkfreie Fäden miteinander verbunden sind.
Die im Durchmesser sechs bis neun Mikrometer messenden, glatten bis fein stachligen, kugelförmigen Sporen sind in der Masse dunkelgrau bis schwarz, einzeln im Durchlicht hell purpurn.

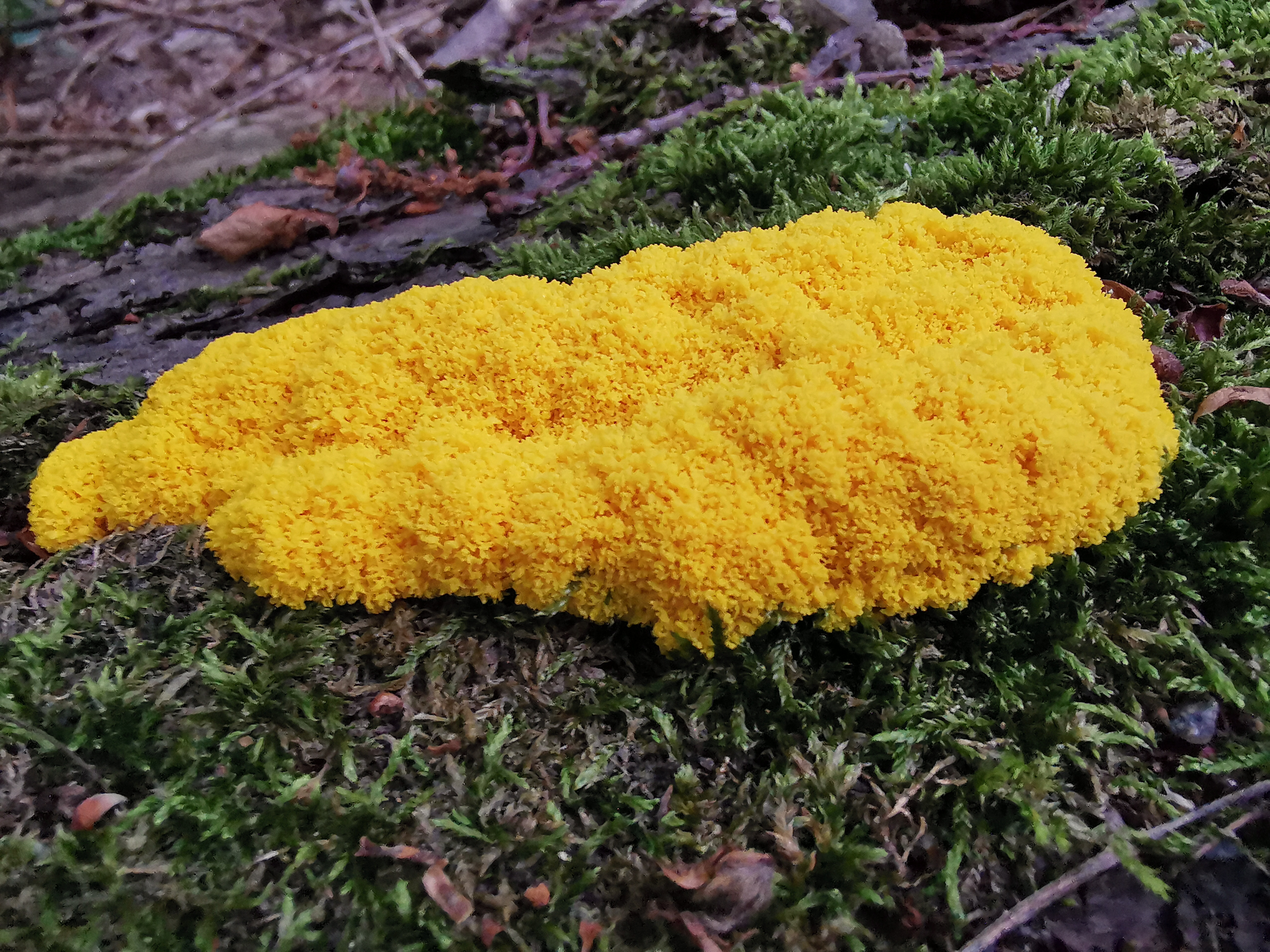
Gelbe Lohblüte

## Verbreitung und Ökologie
Die Gelbe Lohblüte ist weltweit verbreitet. Sie besiedelt verrottendes Holz, Rinde, verrottendes Material im Streuhorizont des Waldbodens sowie den Boden selbst. Gelegentlich werden Fruchtkörper auch auf lebenden Pflanzen gebildet, ein Schaden an den Pflanzen entsteht dabei jedoch nicht. Manchmal sind die Plasmodien auch auf Rasen zu finden. Nachweise existieren auch für Wüsten.
Ein auf die Aethalien der Art spezialisierter Pilz insbesondere höherer Breitengrade ist der Schlauchpilz Nectriopsis violacea. Auch Käfer der Familie der Moosschimmelkäfer (Lathridiidae) fressen an den Aethalien, verbreiten aber zugleich die Sporen weiter.

## Systematik
Die Art Fuligo septica wurde 1763 von Carl von Linné als Mucor septicus erstbeschrieben, 1780 dann stellte Friedrich Heinrich Wiggers sie in die Gattung Fuligo, deren Typusart sie ist. Ein Holotyp ist in der Erstbeschreibung nicht angegeben, locus classicus ist Frankreich.

## Verwendung
Plasmodien der Gelben Lohblüte werden in der Gegend von Veracruz in Mexiko gegrillt oder gebraten und unter dem Namen caca de luna („Mondkacke“) als Delikatesse verzehrt.

## Nachweise
1. 1 2 3  Marie L. Farr: Myxomycetes. In: Flora Neotropica. Band 16. The New York Botanical Garden, New York 1976, ISBN 0-89327-009-1, S. 93–94.
2. 1 2  Henry Stempen, Steven L. Stevenson: Myxomycetes. A Handbook of Slime Molds. Timber Press, 1994, ISBN 0-88192-439-3, S. 123–124.
3. ↑  Henry Stempen, Steven L. Stevenson: Myxomycetes. A Handbook of Slime Molds. Timber Press, 1994, ISBN 0-88192-439-3, S. 54.
4. ↑  M. Blackwell, T.G. Laman: Spore dispersal of Fuligo septica (Myxomycetes) by lathridiid beetles. In: Mycotaxon 14, 1, S. 58–60, 1982
5. 1 2  Henry Stempen, Steven L. Stevenson: Myxomycetes. A Handbook of Slime Molds. Timber Press, 1994, ISBN 0-88192-439-3, S. 66–68.
6. ↑   Anubha Parhak, Sharda Vaidya: Slime Moulds: The Tiny Charmers. In: Fungi and their Role in Sustainable Development: Current Perspectives. Praveen Gehlot, Joginder Singh, abgerufen am 2. Juli 2020 (englisch)., Springer eds., parapraph 5.5.11., p. 86